# James Joyce
James Augustine Aloysius Joyce (2. února 1882 Dublin – 13. ledna 1941 Curych) byl irský, anglicky píšící romanopisec a básník. Svým dílem náleží mezi klíčové představitele modernistické literatury, vedle např. Marcela Prousta, Roberta Musila či Virginie Woolfové.
V jeho díle se často objevuje motiv jeho rodného města, Dublinu, přestože většinu svého dospělého života prožil v zahraničí. Dalším silným motivem v jeho díle je římskokatolická církev, nejzřetelněji je jeho vztah k této instituci vidět v psychologii Štěpána Dedala, autobiografického hrdiny Joyceova románu Portrét umělce v jinošských letech a vedlejší postavy románu Odysseus.
Jeho literární tvorba vstoupila do dějin písemnictví 20. století svou modernistickou experimentální formou, rozvinutou zejména v románu Odysseus. 16. červen je od roku 1954 slaven v Irsku jako Bloomsday, oficiální státní svátek upomínající na Joyceovu památku. Název Bloomsday odkazuje na jeho nejslavnějšího hrdinu, Leopolda Blooma.

## Život
Narodil se na jižním předměstí Dublinu zvaném Rathgar. Vyrůstal v katolické rodině. Byl prvorozeným dítětem. Jeho otec byl výběrčím daní. Zpočátku jeho post zaručoval rodině slušné ekonomické postavení, ale alkohol a nezodpovědnost v práci způsobovaly, že se rodina propadala více a více do chudoby. James měl devět sourozenců, pět jich však zemřelo v dětství. Od šesti let byl vzděláván na internátní jezuitské koleji Clongowes Wood, od devíti na podobné instituci Belvedere College, obě se později staly jednou z jeho literárních inspirací. Od roku 1898 studoval moderní filologii na University College v Dublinu. Na jazyky měl talent, uměl italsky, francouzsky, německy a norsky. K norštině ho přivedl obdiv k Henriku Ibsenovi.
Po promoci v roce 1902 odešel do Paříže, kde zamýšlel studovat medicínu, což se však nestalo. Sesbíral zde mnoho zkušeností, když pracoval mj. jako novinář (psal recenze pro dublinský Daily Express) či učitel angličtiny. Do Dublinu se vrátil roku 1903 pouze na krátko, zhruba na rok, aby stál u lůžka umírající matky. Po její smrti znovu Irsko opustil a odešel do „dobrovolného vyhnanství“. Nejprve žil v Pule, později se uchýlil do Terstu v tehdejším Rakousku-Uhersku a opět se živil jako učitel angličtiny na Berlitzově jazykové škole. V Terstu, roku 1907, také vydal své první literární dílo, sbírku básní Komorní hudba (Chamber Music). Krátce žil též v Římě, kde pracoval v bance. Do Irska se ještě několikrát vrátil (např. v roce 1909, kdy se v Dublinu pokoušel neúspěšně provozovat kino s názvem Volta), ale vždy je po čase opustil. Naposledy tam byl v roce 1912. Zbytek života strávil v zahraničí. Pendloval mezi Terstem, Paříží, Vichy a Curychem, kde strávil dobu první světové války, a kde také nakonec i zemřel, když ho z Francie vyhnala znovu světová válka, tentokrát druhá.
Jeho průlomový román Portrét umělce v jinošských letech vyšel roku 1914, na pokračování v londýnském časopise Egoist. Knižně pak v roce 1916 v New Yorku. Vydavatelka časopisu Egoist, Harriet Shawová Weaverová, se stala jeho velkou mecenáškou, podporovatelkou a obdivovatelkou. S prosazením mu však pomohli i básníci Ezra Pound a William Butler Yeats.
V roce 1917 podstoupil Joyce první operací očí. Problémů se zrakem se nezbavil do konce života, umíral a zejména poslední své dílo psal poloslepý. Mnohokráte bylo literárními teoretiky upozorněno, že problémy se zrakem mohly vést k jeho identifikaci s Homérem, jenž byl dle tradice rovněž slepý. Na mustru Homérovy Odysseii vystavěl Joyce svůj nejslavnější román Odysseus, který vycházel na pokračování od roku 1918 v newyorském časopise Little Review a knižně vyšel roku 1922 v Paříži, v den Joyceových čtyřicátých narozenin. Tato shoda nebyla náhodná, je známo, že Joyce měl sklon k jistému druhu pověrčivosti a na vydání právě v den narozenin bazíroval.
V roce 1931 se oženil s Irkou Norou Barnacleovou, pocházející z Galwaye, s níž se seznámil roku 1902, a která s ním v roce 1904, kdy pracovala jako pokojská v hotelu Finn, opustila Dublin. Jejich první schůzka se uskutečnila 16. června – nikoli náhodou právě do tohoto dne umístil Joyce později děj svého románu Odysseus. Nora nebyla vůbec intelektuálně založená a nikdy si prý nepřečetla žádné manželovo dílo.
Mezi jeho přátele patřil mj. psycholog Carl Gustav Jung, se kterým se stýkal v Curychu, a který léčil Joyceovu dceru Lucii, jež podle Junga trpěla schizofrenií. Jeho přítelem byl i německy píšící spisovatel Hermann Broch, jemuž bylo na jeho přímluvu dovoleno emigrovat z nacisty ovládnutého Rakouska. Zachránil mu tím život.
Obdivoval se sv. Tomáši Akvinskému a astronomovi Giordanu Brunovi. Měl výtvarný i hudební talent, jako zpěvák uspěl v několika pěveckých soutěžích.
Zemřel po prasknutí žaludečního vředu a následné neúspěšné operaci.
Joyce se ve druhé polovině 20. století stal předmětem intenzivního literárně-vědného bádání, na univerzitě v oklahomské Tulze už od roku 1963 vychází odborný časopis věnovaný výhradně „joyceovským studiím“ – James Joyce Quarterly.

## Dílo

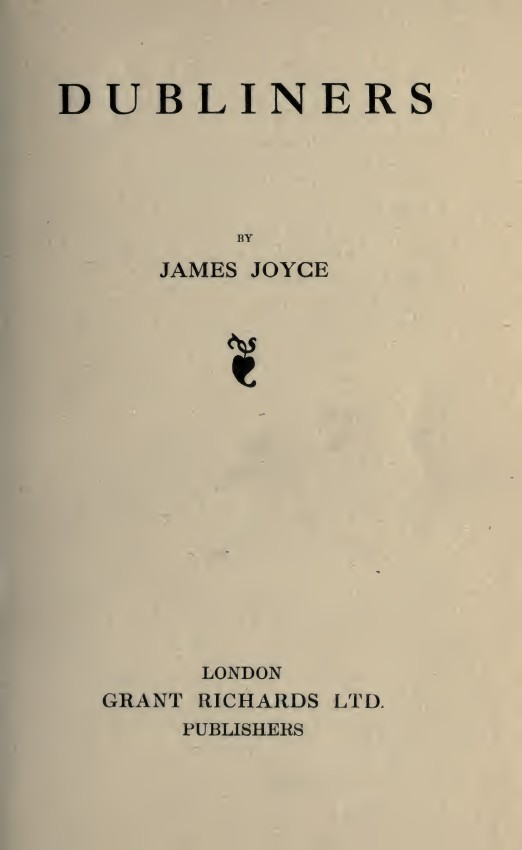
Dubliners, 1914

Svou první velkou prózu, sbírku povídek a črt Dubliňané, vydal Joyce v roce 1914. Kniha je obvykle považována ještě za předmodernistickou, bývá řazena k naturalismu. Líčí život dublinské střední třídy na počátku 20. století. Ústředním motivem všech povídek je epifanie – moment, kdy postavy pochopí samy sebe. Některé postavy Dubliňanů později autor učinil vedlejšími hrdiny Odyssea. Součástí Dubliňanů měla být také povídka Dublinský den pana Blooma, která byla nakonec přepracována právě do podoby románu Odysseus. Původní verze této povídky se ale nedochovala. Rozpracováním povídky Nebožtíci vznikla později též Joyceova méně známá divadelní hra Vyhnanci.
Roku 1916 Joyce vydal svůj první velký román, Portrét umělce v jinošských letech. Má silně autobiografické rysy. Hlavním hrdinou je spisovatelovo alter ego Štěpán Dedalus. Román popisuje dospívání a intelektuální, náboženské, politické a umělecké zrání studenta dublinského jezuitského gymnázia. Dedalus se po dlouhém vývoji vzbouří proti katolicismu a irské konvenčnosti a v závěru odjíždí do Paříže, aby se stal umělcem. V románu se již objevuje typický joyceovský a modernistický prvek, tzv. proud vědomí, byť v podstatně menším měřítku než v pozdějších dílech. Tento postup byl ovlivněn psychoanalýzou a jejími volnými asociacemi. Modern Library označila knihu za třetí největší anglicky psaný román 20. století. Odysseus skončil první, takže na „stupně vítězů“ pustil Joyce jen Francise Scotta Fitzgeralda s jeho Velkým Gatsbym.
Odysseus vyšel v roce 1922. Jedná se o parafrázi Homérova eposu Odysseia, na nějž v mnoha paralelách odkazuje. Román pojednává o příhodách mnoha obyvatel Dublinu během jediného dne, čtvrtka 16. června 1904. Hlavním hrdinou je Leopold Bloom, syn židovského přistěhovalce z Uher a irské protestantky, což ho v katolickém městě vyčleňuje. Ač se živí jen sháněním inzerce do novin, je typickým intelektuálem, který zahrnuje okolí encyklopedickými znalostmi, které chrlí při svém bloumání Dublinem. V románu se znovu objeví i mladý básník Štěpán Dedalus známý již z Portrétu. V Odysseovi má jeho postava rysy télemachovské (Telemachos je v řeckém mýtu synem Odyssea), ale i hamletovské. Ve své době nemohl román vyjít pro obscénní pasáže (např. Bloomova veřejná masturbace) v Irsku ani v Británii, vyšel tedy nejprve v Paříži. Až v roce 1933 rozhodl newyorský soudce John M. Woolsey, že román není pornografií, a rok později ho vydalo newyorské nakladatelství Random House. První britské vydání následovalo po dvou letech. České vydání přitom vyšlo již roku 1930.
V roce 1939 vydal Joyce svou poslední velkou prózu, román Plačky nad Finneganem. Pracoval na něm sedmnáct let. Joyce v něm rozbil očekávanou, logickou vyprávěcí strukturu ještě více než v Odysseovi. Román je napsán zvláštním, snovým jazykem (Joyce ho nazýval „jazyk řek“), slova jsou záměrně komolena a následují po sobě většinou na základě souzvuku a nikoli na základě významu, věty nedávají smysl, dílo je protkáno mnoha narážkami a slovními hříčkami (například slova jsou komolena tak, aby připomínala názvy řek). Kniha začíná i končí uprostřed věty, což je patrně symbol koloběhu a věčnosti života, k němuž odkazuje i název knihy. Ten je inspirován starou irskou komickou baladou o zedníku Finneganovi, který při pádu ze zdi zdánlivě zemře a při pohřební hostině do úst mrtvého ukápne whiskey, načež mrtvý obživne. Neprostupnost textu se stala proslulou, Martin Amis knihu označil za „šestisetstránkovou hádanku.“ Rozpaky nad textem pociťovali i Joyceovi nejbližší přátelé a obdivovatelé, což autora skličovalo.

### Próza
- Stephen Hero (předchůdce Portrétu mladého umělce; napsáno 1904–06, vydáno posmrtně 1944), prozaický fragment
- Dubliners, 1914 (česky Dubliňané, přel. Josef Hrůša 1933, Zdeněk Urbánek 1959, Aloys Skoumal, 1988 a 1990). Povídky.
- A portrait of the artist as a young man, 1916 (česky Portrét mladého umělce, přel. Staša Jílovská, 1930; Portrét umělce v jinošských letech, Aloys Skoumal, 1983 a 1997). Román.
- Ulysses, 1922 (česky Odysseus, přel. Ladislav Vymětal a Jarmila Fastrová, 1930; přel. Aloys Skoumal, 1976, 1993, 1999). Román.
- Finn's Hotel, 1923 (vydáno posmrtně 2013). Povídky.
- The Cat and the Devil, 1936 (vydáno 1965, česky Kočka a čert, 1974), pohádka objevená v dopisu napsaném vnukovi
- The Cats of Copenhagen, 1936 (vydáno 2012, česky O kočkách a Kodani, přeložil Petr Eliáš), pohádka objevená v korespondenci vnukovi, napsaná ve stejné době jako Kočka a čert, objevená o téměř padesát let později
- Finnegans Wake, 1939. Román.

### Poezie
- Chamber music, 1907 (česky Komorní hudba, přebásnil Petr Mikeš, 2000).
- Giacomo Joyce, 1907 (vydáno posmrtně 1968, česky přebásnila Věra Linhartová, 2016).
- Pomes Penyeach, 1927.
- Collected Poems, 1936 (sebrané básně obsahující sbírky Chamber Music, Pomes Penyeach a další dříve publikovaná díla)

### Drama
- Exiles, 1915 (česky Vyhnanci, přel. Vladimír Vařecha, 1994). Drama.